# Rusapeana holobrunnea
Rusapeana holobrunnea là một loài bọ cánh cứng trong họ Cerambycidae.